# Nikolaus Federmann
Nikolaus Federmann (em castelhano:  Nicolás de Federmán) (c. 1505, Ulm – Valladolid, Fevereiro de 1542) foi um aventureiro e conquistador alemão nas colônias da Venezuela e da Colômbia. Ele trabalhou no serviço do irmãos Welser do Augsburgo .

## Biografia
Nikolaus Federmann nasceu em Ulm (Baden-Württemberg) em torno de 1505. Em 1529 ele foi enviado para Santo Domingo pela família Welser, que tinha assinado um acordo para explorar o território da Venezuela. Como um agente da família Welser, Federmann trouxe colonos e mineiros de Sevilla para Coro na Venezuela em 1529 e 1530. Após a sua chegada o governador Ambrosius Ehinger designou-o como seu adjunto. Em 30 de julho de 1530 Federmann tornou-se responsável pela colônia de "Pequena Veneza" (Klein Venedig), como o governador Ehinger entregou provisoriamente a autoridade a Federmann, pois ele teve de abandonar a Hispaniola, por motivos de saúde.
Sem a autorização da Audiencia de Santo Domingo, Federmann empreendeu uma expedição em setembro de 1530, no norte da bacia do rio Orinoco, buscando o "mar do Sul" no Pacífico), com 110 soldados a pé, 16 cavaleiros e 100 índios. No entanto, ele não alcançou seu objetivo de abrir uma nova rota comercial para a Ásia. Em 17 de março de 1531 ele retornou ao Coro com 5.565 pesos de ouro. Como a expedição não havia sido autorizada, Federmann foi banido para a Europa por um período de quatro anos por Ehinger.
Ele retornou ao Augsburg, onde escreveu "Indianische Historia. Ein schöne kurtzweilige Historia Niclaus Federmanns des Jüngern von Ulm erster raise" (publicado em 1557).
Em 1536 Federmann empreendeu uma segunda expedição à procura do lendário Eldorado. Durante esta expedição ele fundou a cidade de Riohacha. Primeiro ele viajou ao longo das bordas a leste da Cordilheira, que ele atravessou as geladas montanhas andinas, seguindo a rota comercial do sal, e deparou-se com a cultura avançada do Chibcha, cuja maior parte do reino já havia sido conquistada e ocupada por Gonzalo Jiménez de Quesada. Juntamente com Sebastián de Belalcázar, Federmann re-fundou a cidade de Bogotá em 27 de abril de 1539 após Jiménez de Quesada não ter conseguido cumprir as exigências oficiais da Coroa espanhola, relativa à fundação de um assentamento quando ele tentou estabelecer uma primeira Bogotá no dia 6 de agosto de 1538.
Em 8 de julho de 1539, Federmann deixou o novo mundo e viajou de volta à Europa via Jamaica e Cuba. Na Europa Federmann foi interceptado pela família Welser, que o acusou de violar o contrato e de suprir fundos. A família Welser exigiu uma remuneração de 100000 Dukaten em esmeraldas en 15000 Dukaten em ouro. Uma vez que Federmann não podia pagar, passou semanas em uma prisão na Antuérpia. Federmann tentou se defender em tribunal, primeiro em Gand e, finalmente, em Valladolid, antes de passar para o Conselho das Índias. Ele defendeu-se com ações judiciais e acusou o contador da família Welser , entre outras coisas, de evadir os impostos e agir contra os interesses do rei. Em 19 de outubro de 1541 Ferdermann finalmente concordou com uma solução. A família Welser abandonou suas reivindicações financeiras e Federmann cedeu os direitos de propriedade de suas terras na Colômbia.
Acusado pela família Welser de infidelidade, a partir do qual a Inquisição suspeitou que ele era um luterano, Federmann morreu em fevereiro de 1542, em Valladolid.

## Miscelânea
Como homenagem a sua figura, há uma vizinhança em Bogotá chamada Nicolás de Federmán, na versão espanhola do nome do conquistador, como ele era mais conhecido.